# إيفان الرهيب
إيفان الرابع (25 أغسطس 1530، موسكو - 18 مارس 1584، موسكو) المعروف باسم إيفان الرهيب أمير موسكو العظيم وقيصر عموم روسيا الأول توج أميراً لموسكو عام 1533(في سن الثلاث سنوات) وتوج كأول قياصرة روسيا في العام 1547 وهو في السادسة عشرة من عمره، فحكم مدة 51 من عام 1533 وحتى وفاته عام 1584
وكسابقة في تاريخ سلالته الحاكمة فإنه ونتيجة صغر عمره، قام بعض المستشارين المرموقين بمساعدة القيصر في إدارة البلاد في سنين حكمه الأولى، أعلن إيفان الرابع نفسه قيصراً لأول مرة في تاريخ روسيا واتبع سياسته المتمثلة في مركزية السلطة، شهد عهده احتلال بلاد تتارستان وسيبيريا وتحويل روسيا إلى مجتمع متعدد الأعراق، بين عامي 1530 - 1584 خاض القيصر إيفان الرابع حروباً دموية وسٌع على إثرها أراضي روسيا وجعل منها إمبراطورية مترامية الأطراف.
أصبح إيفان الرابع عاهل مملكة موسكوفيا وهو بعد في الثالثة من عمره وقد تولى مجلس نُبلاء زمام الحكم في سنين حكمه الأولى، ولكنه تسلم شخصياً مقاليد الأمور سنة 1544 وتوج قيصراً بعد ذلك بثلاث سنوات. وكان لقب القيصر - المقتبس من لفظة قيصر الرومانية - يستعمل للمرة الأولى في روسيا، وعرف إيفان بلقب الرهيب لأنه كان يقمع بقسوة وعنف الثورات التي حدثت ضده، وقاد حروباً توسّعية استعمارية احتلالية وأضاف مناطق شاسعة من سيبيريا إلى ممتلكاته.
كان للروس محاولات حثيثة ، بعد أن احتل إيفان الرابع قازان عاصمة التّتر (1552) لتحويلهم إلى الديانة المسيحية (المذهب الأرثوذكسي)، ولكن لم يكتب النجاح لهذه المحاولات، وحدثت مذابح واضطرابات عديدة بسبب ذلك. ولم يخرج عن الإسلام إلا مجموعات صغيرة مثل تتر كرياشين وتشيليابتسك.
لذلك لم يكن متسامح مع ديانة الإسلام أو غيرها.

## سياسته الخارجية
اتبع إيفان الرابع سياسة توسعية في حكمه، كانت تهدف إلى السيطرة بين بحر البلطيق وبحر قزوين، ولذلك خاض القيصر حروباً توسعت بنتيجتها أراضي إمبراطوريته لتصبح إمبراطورية مترامية الأطراف، وقام إيفان الرهيب عام 1552 بمحاصرة قازان وإسقاط القبيلة القازانية، وارتكب فيها مجازر جماعية ضد المسلمين بسبب دينهم وحاول تغيير دينهم إلى المسيحية الكثير منهم عنوة، وفي 1554 تمكن من احتلال أستراخان وأصبح بذلك نهر الفولجا قناة روسية بحتة تسهل الوصول إلى بحر قزوين، ومهدت الطريق للاحتلال الروسي إلى ما خلف الأورال، وقد تم استيطان سيبيريا في عام 1555 واحتل الروس أرض الباشكير في سنة 1557 في عهده وكان هدف إيفان الرهيب العسكري الرئيسي حُكم بولندا والسويد وإقامة علاقات مع أوروبا أيضاً لكنه فشل في حروبه مع بلدان أوروبا وخاصة ليتوانيا وبولندا.

## سياسته الداخلية
فرض إيفان سلطته الشخصية الفردية وسلطة عائلته وليس سلطة الدولة، في 1552 استطاع القيصر الروسي إيفان الرهيب كما أصبحت موسكو عاصمة لروسيا في عهده.
سعى إيفان الرابع في سياسته الداخلية بفاعلية في محاربة التجزئة الإقطاعية، وكان يهدف إلى بناء أمة قوية، وقيل أنه كان يتعامل بقسوة مع معارضيه فقد كانت الطريقة المفضلة له في التعذيب هي تهشيم الأرجل قبل أن يلقي بالضحايا في الثلج أو جعلهم يزحفون ويطلبون الرحمة، وفي عهده كانت العائلات النبيلة وحتى خدمهم من الأهداف الرئيسية للقمع والتنكيل، وكانت تجرى عمليات اغتصاب وقتل جماعي للنساء الارستقراطيات، وفي بعض الأحيان كانت تباد مجتمعات بأكملها أو يتم التخلص منها بأي شكل من الأشكال.
حدث في عام 1553 أول خلاف له مع مساعديه ارتكب على إثرها مجزرة بحق أكثر المقربين اليه حدث ذلك قبل أن يصبح أكثر وحشية وقسوة، أصبح إيفان الرهيب مسكوناً بعدها بالشك والارتياب من إمكانية تعرضه إلى العقاب الصارم جراء ارتكابه لتلك المجازر، وهذا ما دفعه لقتل إبنه عام 1582 ساهمت هذه الحادثة في تحويل القيصر وحتى نهاية حياته إلى طاغية مستبد، ومسؤول عن ارتكاب عدد كبير من المجازر الوحشية، لذلك سمي بالرهيب.

## الديانة
كان إيفان من أتباع المسيحية الأرثوذكسية المخلصين ولكن بطريقته الخاصة. وركز بشدة على الدفاع عن الحق الإلهي للحاكم في امتلاك سلطة غير محدودة بعد الله. يشرح بعض العلماء الأفعال السادية والوحشية لإيفان الرهيب بالمفاهيم الدينية للقرن السادس عشر، والتي تضمنت غرق الناس وشويهم أحياء أو تعذيب الضحايا بالماء المغلي أو المتجمد، بما يتوافق مع عذاب الجحيم. كان هذا متسقًا مع وجهة نظر إيفان بأنه ممثل الله على الأرض مع حق مقدس وواجب للمعاقبة. وربما كان قد استوحى فكرة العقاب الإلهي من نموذج رئيس الملائكة ميخائيل.
على الرغم من الحظر المطلق للكنيسة حتى للزواج للمرة الرابعة، كان لإيفان سبع زوجات، وحتى عندما كانت زوجته السابعة على قيد الحياة، كان يتفاوض على الزواج من ماري هاستينغز، وهي قريبة بعيدة لإليزابيث الأولى ملكة إنجلترا. بالطبع، تم حظر تعدد الزوجات من قِبل الكنيسة، لكن إيفان خطط لـ «إبعاد زوجته». تدخل إيفان بحرية في شؤون الكنيسة من خلال عزل المطران فيليب وأمر بقتله واتهامه بالخيانة كما عزل ثاني أقدم رئيس أساقفة، وهو نوفغورود رئيس الأساقفة بيمن. تعرض العديد من الرهبان للتعذيب حتى الموت خلال مذبحة نوفغورود.
كان إيفان متسامحًا إلى حد ما مع الإسلام، الذي كان مُنتشر على نطاق واسع في أراضي خانات التتار المحتلة، لأنه كان خائفًا من غضب السلطان العثماني. بعد غزو قازان، قيل إن إيفان أمر بوضع الهلال، رمز الإسلام، تحت الصليب المسيحي على قباب الكنائس المسيحية الأرثوذكسية، كرمز لانتصار المسيحية على الإسلام من خلال جنوده. ومع ذلك، كانت معاداته للسامية عنيفة لدرجة أنه لا توجد اعتبارات براغماتية يُمكن أن تعيقه. على سبيل المثال، بعد الاستيلاء على بولوتسك، تم غرق جميع اليهود غير المتحولين، على الرغم من دورهم في اقتصاد المدينة.

## أواخر أيامه

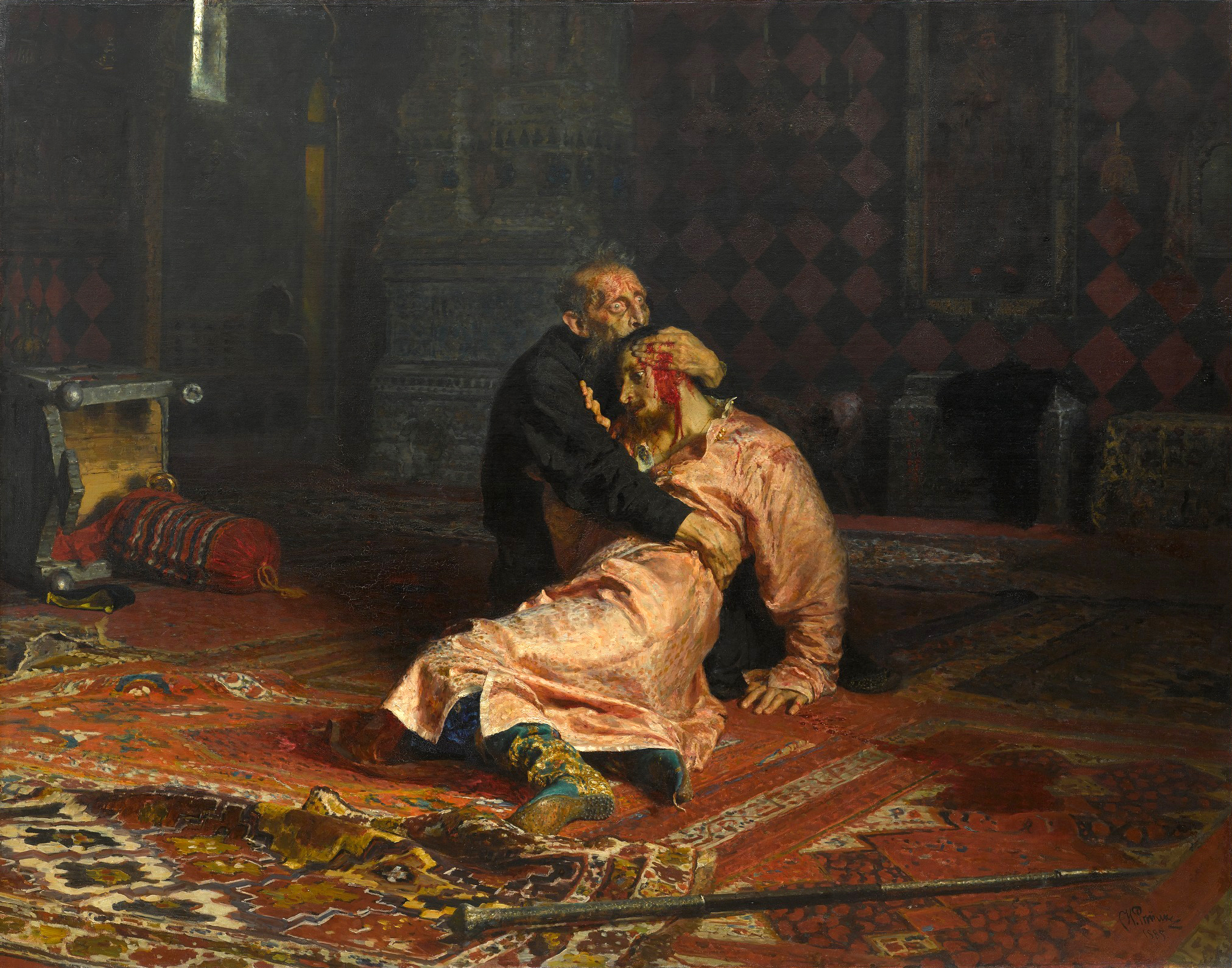
إيفان الرهيب وابنه إيفان; للرسام إيليا ريبين.

في أوخر أيام حياته ورغم أنه أعلن الحرب على السلطة الكهنوتية إلا أنه انسحب أخيراً إلى حياة الرهابنة، توفى إيفان أثر جلطة دماغية أثناء لعبه الشطرنج مع بوجدان بيلسكي في 28 مارس 1584.
بعد وفاته انتقل العرش لابنه الأوسط غير المناسب فيودور والذي توفى بلا ذرية في عام 1598. ويبدأ بعدها انحدار روسيا إلى ما سمي بزمن المحن.

## وصلات خارجية
إيفان الرهيب على موقع الموسوعة البريطانية (الإنجليزية)
- إيفان الرهيب على موقع ميوزك برينز (الإنجليزية)
- إيفان الرهيب على موقع إن إن دي بي (الإنجليزية)
- إيفان الرهيب على موقع ديسكوغز (الإنجليزية)